# Prison à domicile
Prison à domicile és una pel·lícula francesa dirigida per Christophe Jacrot i estrenada el 1999.

## Sinopsi
Un funcionari del Ministeri de l'Interior suggereix col·locar els detinguts a domicilis particulars perquè acabin de complir la seva condemna, donat l'amuntegament de les presons. Un d'ells acaba causant problemes a la seva família d'acollida.

## Repartiment
- Jean-Roger Milo: Marcus Stekner
- Ticky Holgado: Jules Klarh
- Hélène Vincent: Norma Klarh
- Marina Tomé: Léonie Koutcharev
- Élie Kakou: comissari Charrier
- Philippe Nahon: El cap dels bitlles
- Eric Le Roch: Barbarin
- Laurence Bibot: Plantilla:Mme Legouasguen
- Daniel Berlioux: L'alcalde
- Jacques Pater: Belmas
- Patrick Paroux: el cap del supermercat
- Michel Scourneau: Jean-Louis, el tagger
- Patrick Azam